# Kościół Matki Bożej Królowej Polski w Trzebielu
Kościół Matki Bożej Królowej Polski w Trzebielu – rzymskokatolicki kościół parafialny należący do parafii pod tym samym wezwaniem (dekanat Łęknica diecezji zielonogórsko-gorzowskiej).
Jest to świątynia wzniesiona w latach 1981-84 przez księdza Mieczysława Derenia. Konsekrowana została w dniu 30 września 1984 roku. W prezbiterium znajduje się krzyż z 1984 roku.